# Pilugino (obwód uljanowski)
Pilugino (ros. Пилюгино) – wieś (sieło) w Rosji, w obwodzie uljanowskim, w rejonie cylnińskim. W 2010 liczyła 402 mieszkańców.